# خانواده‌های دیوانه
خانواده‌های دیوانه (به انگلیسی: Mad Families) فیلمی محصول سال ۲۰۱۷ و به کارگردانی فرد ولف است. در این فیلم بازیگرانی همچون چارلی شین، لیه رمینی، شارلوت مک‌کینی، کلینت هاوارد، نایا ریورا، شانل ایمان، تیفانی هدیش، دنیس کواید، افرن رامیرز، کریس مالکی، دیوید اسپید، بری شاباکا هنلی و فینسی میتچل ایفای نقش کرده‌اند.